# Time to think
Time to think is het derde muziekalbum van de Britse bassist Mo Foster.
Basgitaristen vormen meestal een ritmisch tandem met de slagwerker van de band. Mo besloot na een reis over het Zuidelijk Halfrond, dat het tijd was voor een album zonder slagwerker. Dat is opmerkelijk aangezien Mo kan kiezen uit talloze beroemde slagwerkers waarmee hij in de loop der jaren heeft gespeeld, onder meer Phil Collins, Simon Phillips, Gary Husband, Chester Thompson en Ray Cooper. Inspiratie vond Mo in Miles Davis’ uitvoering van My Funny Valentine, dat op een gegeven moment zonder slagwerker doorgaat zonder dat men hem miste. De muziek is vooral gecomponeerd in Nieuw-Zeeland. Het album is vanwege de akoestiek live opgenomen in een St. Michael’s kerk, Summertown, te Oxford. De opnamen namen twee dagen in beslag. De muziek doet door het samenspel tussen vibrafoon en basgitaar denken aan een kruising tussen Gary Burton en een zeer rustige Jaco Pastorius .

## Musici
- Mo Foster – basgitaar, al dan niet fretless, 5-snarige bas
- Ray Russell – akoestische gitaar
- Simon Chamberlain – piano kerkorgel
- Frank Ricotti – vibrafoon, percussie
- Iain Ballamy – sopraansaxofoon
- Dougie Boyle – akoestisch gitaar op track 13

## Composities
Allen van Mo Foster
1. "Its About That Time Of Day" – 5:29
2. "Leo" – 5:37 (ter nagedachtenis aan Leo Fender)
3. "Omapere Dawn" – 4:35
4. "On Frith Street" – 5:42
5. "Mangonui" – 6:27
6. "Guardians" – 5:59
7. "Waves II" – 1:48
8. "Shades Of Grey" – 3:49
9. "Let's Go On Somewhere" – 5:38
10. "The Long Man Of Wilmington" – 6:16
11. "A Notional Anthem" – 5:05
12. "Time To Think" – 3:32
13. Puddy’s theme – (bonus op heruitgave Angel Air in 2008)